# Loading…
「Loading…」（ローディング）は、GENERATIONS from EXILE TRIBEの22作目のシングル。2020年11月18日にrhythm zoneから発売された。

## 概要
- 前作「ヒラヒラ」から7カ月振りのリリースで、2020年第2弾シングルである。「CD+DVD」「CD」の2形態で発売。
- CDには、同年5月に先行配信された「You & I」、メンバーの白濱亜嵐主演映画『10万分の1』の主題歌「Star Traveling」、白濱が初めて作詞作曲した「Lonely」の3曲を収録[1]。
- 収録曲「Lonely」のリリックビデオは、白濱の姉ラブリの夫で映像作家の米倉強太が監督を務めた[2]。
- 2年連続2度目の出場となった『第71回NHK紅白歌合戦』で、収録曲「You & I」を歌唱した[3]。

## 収録曲

### CD
1. You & I [3:29]
作詞：和田昌哉、作曲：ERIK LIDBOM・FAST LANE
  - ショートショート フィルムフェスティバル & アジア 2020 テーマソング[4]
  - フジテレビ『ジャンクSPORTS』2020年10月 - 12月期エンディングテーマ
2. Star Traveling [3:57]
作詞：小竹正人、作曲：春川仁志・Safari Natsukawa、編曲：春川仁志
  - 白濱亜嵐主演 映画『10万分の1』主題歌
3. Lonely [4:24]
作詞：白濱亜嵐、作曲：白濱亜嵐・SLAY HIROKI・Toru Ishikawa
4. You & I（Instrumental）
5. Star Traveling （Instrumental）
6. Lonely（Instrumental）

### DVD
1. You & I (Music Video)
2. Star Traveling（Music Video）